# Balcarki
Balcarki (Bajcarki) – niewielka część miasta Oświęcimia, w jego północno-wschodniej części, dawniej część Monowic, naprzeciw Gromca. Główną osią jest ulica o nazwie Przysiółek Bajcarki.
Wraz z Pasternikiem i Mańkami ma specyficzne położenie między górną Wisłą a sztucznym Kanałem Dwory, bez połączenia drogowego z resztą Oświęcimia w granicach miasta. Połączenie jest przez most na śluzie we wsi Dwory Drugie.
Włączone do Oświęcimia 6 października 1954 wraz z Monowicami.